# Aladin (БПЛА)
Aladin (нім. Abbildende Luftgestützte Aufklärungsdrohne im Nächstbereich) — малий безпілотний літальний апарат (БПЛА), розроблений на замовлення міністерства оборони Німеччини компанією EMT.

## Опис
Міні-БПЛА «Аладін» відноситься до розряду портативних. Тривалість польоту перевищує 30 хв (залежно від корисного навантаження та типу акумуляторних батарей). Запускається з руки оператора або за допомогою гумової катапульти..
БПЛА оснащений 5 відеокамерами денного бачення, що формують зображення 752×582 пікселів кожна. Для передачі зображення використовується радіолінія діапазону 2- 2,4 ГГц. БПЛА «Аладін» може залучатися для оснащення дозорних машин Fennek.

## Характеристики[1]
Радіус місії — 5 км.
Розмах крил — 1,46 м, довжина фюзеляжу — 1,57 м.
Вага апарату не перевищує 4 кг.
Двигун — електричний, швидкість руху на траєкторії 40 -70 км/год.
Мінімальна висота польоту над землею — 30 м, типова — 100—300 м, максимальна — 3 км.

## Галерея

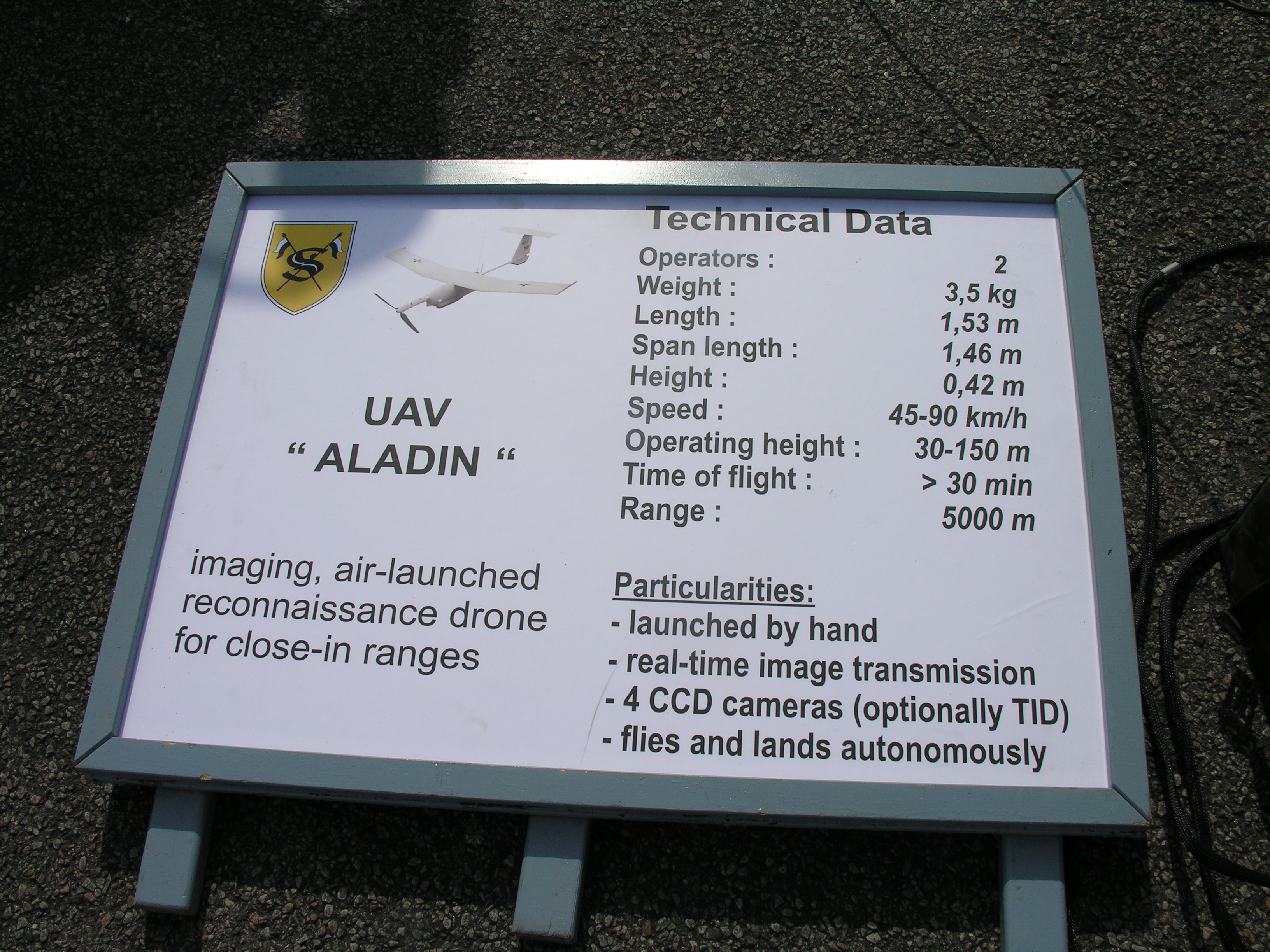
БПЛА Aladin на виставці TechDemo'08[1], 2008
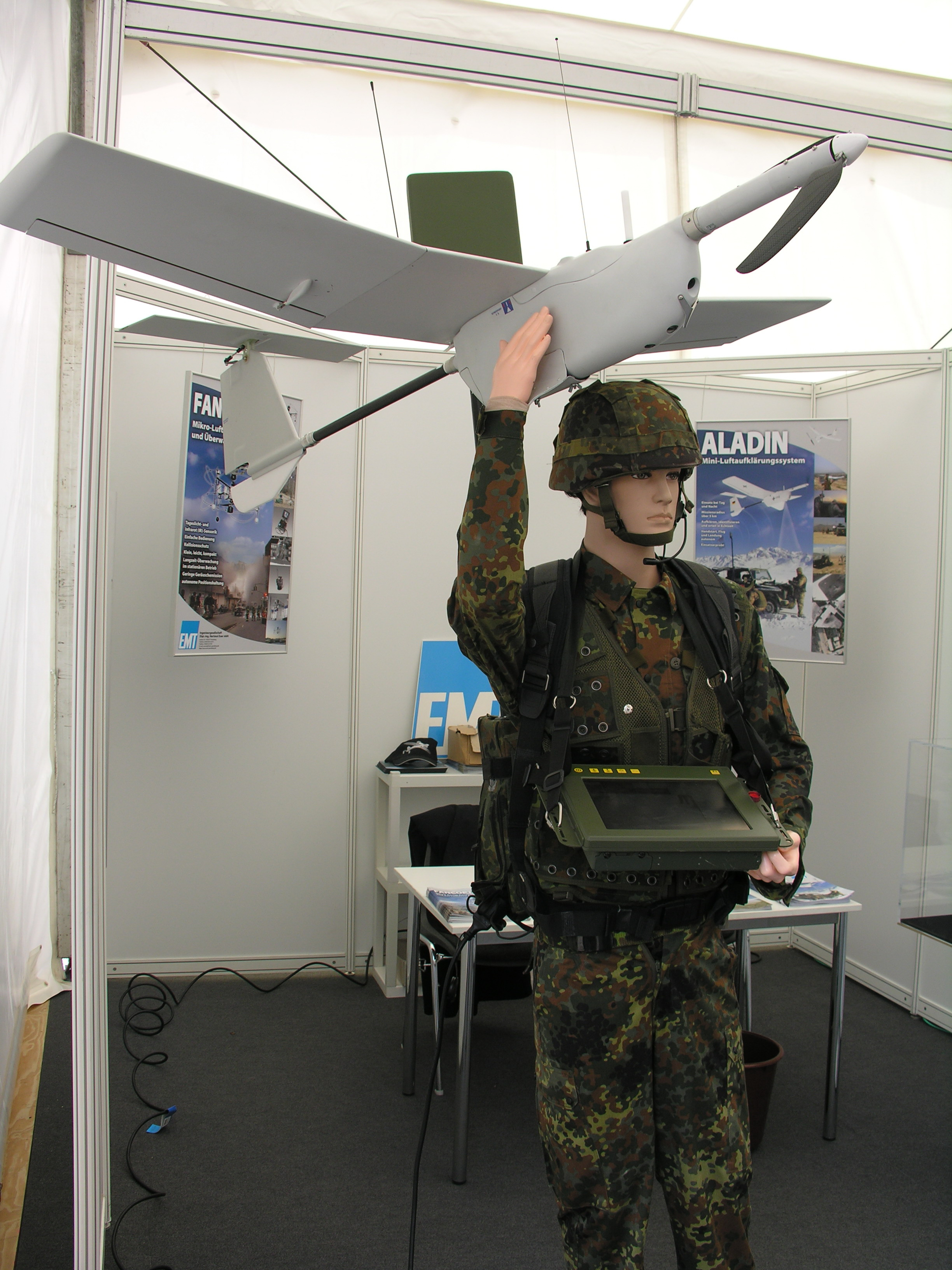
БПЛА Aladin на виставці TechDemo'08[1], 2008